# شهرستان بیدگوشچ
شهرستان بیدگوشچ (به لهستانی: Bydgoszcz County) یک شهرستان در لهستان است که در استان کویافسکو-پومورسکی واقع شده‌است.

## خصوصیات
شهرستان بیدگوشچ ۱٬۳۹۴٫۸ کیلومترمربع مساحت و ۱۰۲٬۴۷۰ نفر جمعیت دارد.